# Pseudobaptria
Pseudobaptria là một chi bướm đêm thuộc họ Geometridae.